# パラノマロカリス
パラノマロカリス（Paranomalocaris）は、約5億年前のカンブリア紀に生息したラディオドンタ類の節足動物の一属。数多くの節に分かれた細長い前部付属肢をもつ。中国雲南省の Wulongqing Formation (Guanshan biota) で見つかった2種の前部付属肢の化石のみによって知られる。

## 名称
学名「Paranomalocaris」は古代ギリシャ語の「παρά」（para、近い・類似）と、本属に似た前部付属肢をもつラディオドンタ類の1属アノマロカリスの学名「Anomalocaris」の合成語である。

## 形態
前部付属肢（frontal appendage）の化石標本のみによって知られる。長さは3.2 - 3.3cm、アノマロカリスのものに似た触手様で細長い。肢節の数は知られるラディオドンタ類の中で最も多く、少なくとも17節、最多二十数節に分かれている。柄部（最初1節以上の肢節）の形態ははっきりしておらず、P. multisegmentalis の場合では前後2本の内突起（endite）があるように見える。柄部以降の内突起は先端ほど短くなりながら長短を繰り返し、種によっては太い三角形で縁に短く鋭い分岐（auxiliary spine）をもつ（P. multisegmentalis）、もしくは細長い針状で分岐がない（P. simplex）。少なくとも最終数節の背側は正面に突き出した棘（dorsal spine, outer spine）がある。

## 生態
多くのラディオドンタ類と同様、パラノマロカリスは捕食者であったと考えられる。細長い前部付属肢は数多くの肢節により高い可動域を発揮でき、特に P. multisegmentalis は相対的に鋭く短い内突起を利して、敏捷に小さな獲物を捕獲できたと推測される。

## 分類
ラディオドンタ類の中で、パラノマロカリスはアノマロカリス科（Anomalocarididae）とアンプレクトベルア科（Amplectobeluidae）の系統群に含まれるとされるが、それ以降の詳細の系統位置ははっきりしない。系統解析によっては、アノマロカリス科とアンプレクトベルア科より基盤的、アノマロカリスと共にアノマロカリス科に分類され、もしくはラムスコルディア（Ramskoeldia）などに近縁とされる。特にラムスコルディアの1種 R. platyacantha は、前部付属肢の内突起の形態が本属の P. multisegmentalis によく似ている。 
原記載（Wang et al. 2013）では本属はアノマロカリス科に分類されたが、これは単に当時において全てのラディオドンタ類（ラディオドンタ目 Radiodonta）の構成種がアノマロカリス科のみに分類されたからである。
パラノマロカリス（パラノマロカリス属 Paranomalocaris）は、中国雲南省の Wulongqing Formation (Guanshan biota、カンブリア紀第四期、約5億1,500万 - 5億1,000万年前) に分布する次の2種のみによって知られ、他の堆積累層から本属の発見例はない。
- Paranomalocaris multisegmentalis Wang, Huang & Hu, 2013 [6]

本属のタイプ種（模式種）。前部付属肢の柄部以降の内突起は該当肢節より短く、太い三角形で少なくとも前縁に3本以上の分岐をもつ。先端数節の背側の棘は鋸歯をもつ。
種小名「multisegmentalis」は「たくさんの節」（multi: たくさん、segmental: 節）の意味で、前部付属肢がたくさんの肢節をもつことに因んで名付けられた。
- Paranomalocaris simplex Jiao et al. 2021 [5]

前部付属肢の内突起は該当肢節より長くなる場合があり、細長い針状で分岐はない。背側の棘に鋸歯はない。
種小名「simplex」はラテン語で「単純」を意味し、タイプ種に比べて単純な構造をした内突起と背側の棘に因んで名付けられた。